# Bad Boy (Larry Williams)
Bad Boy è una canzone di Larry Williams pubblicata nel 1959 come singolo. Il lato B di esso era She Said Yeah. Bad Boy è stata registrata dai Beatles sei anni dopo, mentre il lato B ha avuto cover dai Rolling Stones e da Paul McCartney, che l'ha inclusa nel suo album Run Devil Run. Il singolo non è entrato nella Top 40 americana.

## Le cover

### The Beatles
Bad Boy è stata una delle due canzoni registrate dai Beatles per il mercato discografico americano; l'altra è Dizzy Miss Lizzy. Entrambe sono state registrate il 10 maggio 1965. Per la sua registrazione sono serviti quattro nastri. Le due canzoni sono state pubblicate negli USA nell'album Beatles VI. Mentre Dizzy Miss Lizzy è apparsa in Inghilterra nell'album Help!. Bad Boy è stata pubblicata per la prima volta nella raccolta A Collection of Beatles Oldies (But Goldies!) e successivamente su Rarities e sul primo volume di Past Masters tutti con etichetta Parlophone, come EP è stato pubblicato sia in Svezia con etichetta Parlophone (GEOS 257) che in Germania con etichetta Odeon (SM0 41680), che nei Paesi bassi con etichetta Parlophone (HGEP 101).

### Altre cover
Nei primo loro show i Rush eseguivano spesso la canzone; altri artisti che l'hanno incisa sono stati i Cowboy Junkies ed i Cleveland; quest'ultima cover è caratterizzata da una assolo più lungo dell'originale eseguito dal chitarrista Alex Fileson.

## Formazione
Larry Williams
- Larry Williams: voce, pianoforte
- Earl Palmer: batteria
- Rene Hall: chitarra solista
- Jewell Grant: sax baritono
- Plas Johnson: sax tenore
- Ted Brinson: basso elettrico

The Beatles
- John Lennon: voce, chitarra ritmica
- Paul McCartney: basso elettrico, piano elettrico
- George Harrison: chitarra solista
- Ringo Starr: batteria, tamburello[1]